# Haplostachys truncata
Haplostachys truncata är en kransblommig växtart som först beskrevs av Asa Gray, och fick sitt nu gällande namn av Wilhelm B. Hillebrand. Haplostachys truncata ingår i släktet Haplostachys och familjen kransblommiga växter. Inga underarter finns listade i Catalogue of Life.